# Músculo palatofaríngeo
O músculo palatofaríngeo é um músculo do palato. Está situado na face posterior do véu palatino inervado pelo nervo vago (NC X). Sua função é realizar a elevação da faringe e da laringe e fazer a constrição do istmo nasofaríngeo.